# La ciénaga
Pour les articles homonymes, voir Ciénaga.
Pour plus de détails, voir Fiche technique et Distribution.
La ciénaga est un film argentin de 2001, réalisé par Lucrecia Martel et interprété notamment par Mercedes Morán et Graciela Borges.

## Synopsis
Dans la torpeur subtropicale de février (été en Argentine), Mecha, son mari inexistant et leurs enfants sont en vacances dans leur maison de campagne, dans la province de Salta. Tali, une cousine, vient les y rejoindre avec ses enfants depuis la ville voisine de La Ciénaga. Il fait chaud, il pleut, l'eau de la piscine est croupie, une vache agonise embourbée dans la vase, les parents boivent, parlent peu, les cousins se draguent plus ou moins entre eux, les enfants sont laissés à eux-mêmes ; la bonne éponge quand arrive un problème. 
Cette famille bourgeoise s'étiole, stagne, s'enlise…,

## Production
- Lita Stantic s'est immédiatement intéressée au projet de film, qu'elle a soutenu dès le départ. La réalisatrice a utilisé la récompense financière associée au prix du scénario décerné par le jury du festival du film de Sundance. Ce prix a également facilité l'obtention d'autres financements, dont celui du Fonds Sud (du CNC en France). La ciénaga a coûté 1,2 million de dollars (1,33 million d'euros), un budget moyen en Argentine ; le tournage a duré sept semaines[3].
- Le titre du film joue sur le nom de la commune de La Ciénaga (province de Salta) non loin de la maison de campagne, et sur le nom commun « ciénaga » qui signifie marécage en espagnol[4].

## Fiche technique
- Titre original : La ciénaga
- Réalisation : Lucrecia Martel
- Scénario : Lucrecia Martel
- Photographie : Hugo Colace
- Pays d'origine : Argentine
- Langue : espagnol
- Genre : drame poétique
- Durée : 103 minutes
- Date de sortie : 2001

## Distribution
- Graciela Borges : Mecha
- Mercedes Morán : Tali
- Martín Adjemián : Gregorio
- Leonora Balcarce : Verónica
- Silvia Baylé : Mercedes
- Sofia Bertolotto : Momi
- Juan Cruz Bordeu : José
- Noelia Bravo Herrera : Agustina
- Maria Micol Ellero : Mariana
- Andrea López : Isabel
- Sebastián Montagna : Luciano
- Daniel Valenzuela : Rafael
- Franco Veneranda : Martín
- Fabio Villafane : Perro
- Diego Baenas : Joaquín

## Récompenses
- Festival de Sundance 1999 : prix Sundance/NHK du meilleur scénario[2]
- Festival de Berlin 2001 : Prix Alfred Bauer[2]
- Festival de Toulouse 2001 : Grand Prix[2]
- Festival de La Havane 2001 : Gran Coral, meilleure réalisatrice (Lucrecia Martel), meilleur son et meilleure actrice (Graciela Borges)
- Condors ("Oscars argentins") 2002 : meilleur premier film (Lucrecia Martel), meilleure photographie (Hugo Colace) et meilleure actrice (Graciela Borges)

## Réception critique
L'intrigue est réduite. Plus qu'une intrigue, La ciénaga est une sensation, d'humidité, de malaise, d'étouffement.
Des critiques ont voulu voir dans La ciénaga une métaphore de la crise économique argentine, de l'enlisement et de la décomposition de son pays au du tournant du siècle. Pour autant, ce n'est pas l'unique lecture possible,,.